# Étoile Lusitana
Actualités
Étoile Lusitana est un club de football sénégalais basé à Dakar.

## Histoire
Le club est créé en novembre 2007 par Ousmane Dieng
Le club joue en deuxième division sénégalaise en 2009 et est relégué en 2011.
En 2017 le club est racheté par la famille Mendy. Bernard Mendy devient le directeur technique et son frère Étienne Mendy le directeur.
En 2022, le club atteint la finale de la coupe du Sénégal,, ce qui lui permet de participer à la coupe de la confédération 2022-2023, puisque le vainqueur de la coupe du Sénégal a remporté également le championnat. Cependant, le club renonce à la compétition.
En 2024, le club est à nouveau promu en ligue 2.

## Palmarès
- Coupe du Sénégal
  - Finaliste : 2022